# Alain Bocquet
Pour les articles homonymes, voir Bocquet.
Alain Bocquet, né le 6 mai 1946 à Marquillies (Nord), est un homme politique français. 
Membre du Parti communiste français, il est élu député du Nord aux élections législatives de 1978, puis est réélu huit fois de suite, siégeant à l'Assemblée nationale pendant 39 ans, jusqu'en 2017, et étant alors le plus ancien député. Il est président du groupe communiste de 1993 à 2007.
Il est conseiller régional du Nord-Pas-de-Calais de 1992 à 1998 et maire de Saint-Amand-les-Eaux de 1995 à 2025.

## Biographie
Fils de mineur, Alain Bocquet commence sa vie professionnelle comme éducateur spécialisé. Il adhère au Parti communiste français (PCF) en 1964.
Il devient membre du comité central du PCF à l’occasion du 22e congrès en 1976 et en juin 1977, il remplace Gustave Ansart comme secrétaire de la fédération communiste du Nord, fonction que ce dernier exerçait depuis 1955.
Il est élu député pour la première fois en 1978, dans la dix-neuvième circonscription du Nord, puis constamment réélu jusqu'en 2012. Il est président du groupe communiste de 1993 à 2007. En cette qualité, il se montre très critique à l'égard du gouvernement Jospin (dans lequel les communistes sont pourtant représentés), dénonçant par exemple « une faute humainement et politiquement grave » lors de l'évacuation policière des Assédic occupés par les chômeurs le 10 janvier 1998. Il intègre le groupe de la Gauche démocrate et républicaine dès sa création en 2007. Le 17 juin 2012, il est réélu pour un neuvième mandat de député sous l'étiquette Front de gauche.
Il rédige en 2012 un rapport d'enquête avec Nicolas Dupont-Aignan (député de l'Essonne et président de Debout la France) sur les paradis fiscaux et comment lutter activement contre.

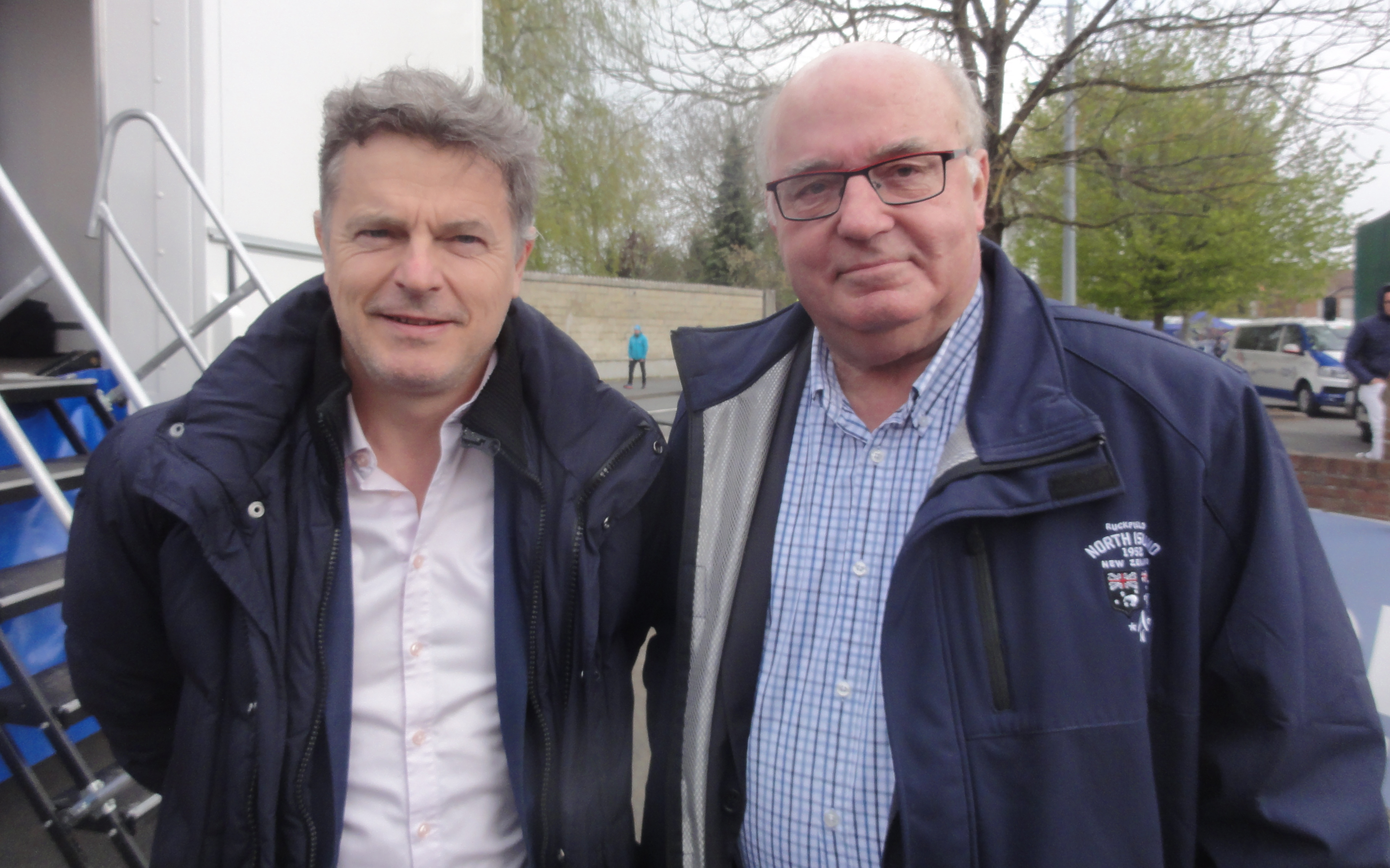
Fabien Roussel et son suppléant Alain Bocquet lors du départ du Paris-Roubaix juniors 2019.

En 2016, il publie Sans domicile fisc, un livre coécrit avec son frère, le sénateur Éric Bocquet, dans lequel sont dénoncés des mécanismes d'évasion et de fraude fiscales et préconisées des mesures pour lutter contre cette pratique.
Le 14 février 2017, après 39 ans de vie parlementaire et neuf législatures, il décide de ne pas se représenter. Il est alors le député français ayant siégé le plus longtemps à l'Assemblée nationale,.
Après la victoire de Fabien Roussel, un ancien journaliste cadreur de 48 ans, aux élections législatives de juin 2017, Alain Bocquet, qui demeure toutefois son suppléant, déclare : « Je quitte l'Assemblée avec une grande sérénité et un brin de fierté. Et je passe le relais à un jeune dirigeant politique proche du terrain. »
Élu maire de Saint-Amand-les-Eaux en juin 1995, il est constamment réélu et devient en avril 2001 président de la communauté d'agglomération de la Porte du Hainaut.
Lors des élections municipales de 2020, la liste qu'il conduit remporte l'élection au premier tour avec 50,96 % des suffrages exprimés.
Souhaitant « passer la main » et « ménager sa santé », Alain Bocquet démissionne de son mandat de maire en janvier 2025, tout en restant conseiller municipal. Son successeur est le secrétaire national du PCF, Fabien Roussel.

## Récompense
Le 26 janvier 2018, Alain et Éric Bocquet reçoivent de l'association Anticor un Prix Éthique 2018 pour récompenser leur « combat pour l'égalité des citoyens devant l'impôt ».

## Synthèse des mandats

### Mandats nationaux
- 3 avril 1978 - 1er avril 1986 : Député de la 19e circonscription du Nord
- 2 avril 1986 - 14 mai 1988 : Député du Nord (Scrutin proportionnel)
- 12 juin 1988 - 20 juin 2017 : Député de la 20e circonscription du Nord

### Mandats locaux
- 21 mars 1977 - 13 mars 1983 : Adjoint au maire de Lille (Nord)
- 14 mars 1983 - 12 mars 1989 : Conseiller municipal de Valenciennes (Nord)
- 23 mars 1992 - 15 mars 1998 : Conseiller régional du Nord-Pas-de-Calais
- 25 juin 1995 - 30 janvier 2025 : Maire de Saint-Amand-les-Eaux (Nord)
- 22 décembre 2000 - 11 juillet 2020 : Président de la communauté d'agglomération de la Porte du Hainaut

## Ouvrages
: document utilisé comme source pour la rédaction de cet article.
- Un Marx, et ça repart !, en collaboration avec Delphine Watiez, Le Cherche midi, Collection « Documents », Paris, 2009, 507 pages  (ISBN 978-2-7491-1545-0)
- Sans domicile fisc, co-écrit avec Éric Bocquet, Le Cherche midi, Collection « Documents », Paris, 2016, 288 p.  (ISBN 978-2-7491-5108-3)
- Milliards en fuite !, co-écrit avec Éric Bocquet, Le Cherche-Midi, Paris, 2021, 224 p.  (ISBN 978-2749168852)